# Caranx fischeri
Caranx fischeri là một loài cá trong họ Carangidae trong bộ Perciformes.
Loài cá này sinh sống ở vùng biển cận nhiệt đới phía đông Đại Tây Dương, trải dọc theo bờ biển châu Phi từ Mauritania về phía nam, ít nhất là đến Moçamedes ở miền nam Angola, với loài này có lịch sử ở Biển Địa Trung Hải. Đây là một loài sống ven bờ, được biết là thỉnh thoảng xâm nhập vào các cửa sông, có thể để đẻ trứng.